# Кэри, Сэмюел
Сэмюел Уоррен Кэри (англ. Samuel Warren Carey; 1 ноября 1911, Кемпбеллтаун, Австралия — 20 марта 2002, Хобарт, Тасмания) — австралийский геолог, сторонник гипотезы расширяющейся Земли.

## Биография
Родился в Новом Южном Уэльсе, рос на ферме в пригороде Сиднея Кемпбеллтауне. Учился в Сиднейском университете, выбрав химию и физику, как основные дисциплины, потом к ним прибавилась математика, а затем и геология. В 1934 получает степень магистра. Ещё обучаясь в университете, прочел книгу Вегенера «Происхождение материков и океанов» и стал последователем идеи движения материков.
Во время Второй мировой войны служил лейтенантом в специальных австралийских частях, минировавших гавани, используемые японским флотом.
После войны продолжил специализацию в области геологии, изучая разные районы Океании, в частности проводил полевые исследования и составлял карты Новой Гвинеи. Новые исследования позволили ему на новом научном уровне вернуться к теории дрейфа материков Вегенера и он решил объяснить механизм движения материков с помощью гипотезы расширяющейся Земли.

Модель расширяющейся Земли

В то время на Западе было немного сторонников теории дрейфа материков и У. Кэри, наверное, можно назвать наиболее последовательным и ярким. В течение 35 лет он публиковал статьи по этой тематике.
Ещё во второй половине XIX века появились первые начала этой теории в трудах У. И. Грина, А. Дрейсона, а также русских ученых Е. В. Быханова, И. О. Ярковского, в XX веке в пользу этой концепции высказывались многие исследователи, но наиболее полное обоснование с привлечением широчайшего геологического материала содержится в трудах С. У. Кэри.

## Научные труды
Книги на русском языке
У.Кэри В поисках закономерностей развития Земли и Вселенной. М: Мир, 1991 ISBN 5-03-001826-3
Книги
The Expanding Earth, 448 pp., Elsevier, Amsterdam 1976
Theories of the Earth and Universe, 206 pp., Stanford University Press. 1988 ISBN 0-8047-1364-2
Earth Universe Cosmos — University of Tasmania. 1996
Статьи
1958: The tectonic approach to continental drift. In: S. W. Carey (ed.): Continental Drift — A Symposium. University of Tasmania, Hobart, 177—363 (expanding Earth from p. 311 to p. 349)
1961. Palaeomagnetic evidence relevant to a change in the Earth’s radius. Nature 190, pp 36.
1963: The asymmetry of the Earth. Australian Journal of Science 25, pp 369—383 and 479—488.
1970: Australia, New Guinea, and Melanasia in the current revolution in concepts of the evolution of the Earth. Search 1 (5), pp 178—189
1975: The Expanding Earth — an Essay Review. Earth Science Reviews, 11, 105—143.
1986: La Terra in espansione. Laterza, Bari.